# Let's Be Friends (Emily Osment)
Let's Be Friends è una canzone della cantante statunitense Emily Osment estratta come primo singolo dall'album d'esordio dell'artista, Fight or Flight.

## La canzone
La canzone, come dichiarato dalla stessa Osment, tratta di una complicata relazione che ebbe nel 2009.

## Il video
Il video è ambientato in una spiaggia, perché il posto ricordava ad Emily quella storia avuta nel 2009. È stato inoltre dichiarato da Emily che nel video ha indossato gli stessi vestiti che indossava quando conobbe il ragazzo.

## Classifiche
| Classifiche (2010)  | Posizione massima |
| ------------------- | ----------------- |
| Germania            | 67                |
| Giappone            | 24                |
| Stati Uniti (Dance) | 38                |